# Hardt (Dorsten)
Die Hardt ist ein Stadtteil von Dorsten im Kreis Recklinghausen. Er hat 7549 Einwohner (Stand: 31. Dez. 2017) und ist zusammen mit der Feldmark der viertgrößte der elf Stadtteile.

## Lage
Die Hardt grenzt unmittelbar westlich an die Dorstener Altstadt; die Grenze ist der Schölzbach und weiter die Clemens-August-Straße. Im Süden wird die Hardt von der Kirchhellener Allee gegen die Feldmark begrenzt; im Hardter Westen liegt Östrich, heute ist die Grenze die Autobahn A 31. Im Norden des Stadtteils befindet sich der Wesel-Datteln-Kanal; dahinter liegt die Lippe, die auch als Grenze zu Holsterhausen fungiert.

## Geschichte
Die früheste Erwähnung Ganlingas (Personenname plus Sippensuffix im Plural) steht im Güterverzeichnis der Abtei Echternach. Um 900 schenkte die Edelfrau Athlgard der Abtei Werden vier Höfe in der Gemarkung Gahlen, Hardt und Östrich. Vor 1045 oder 1075 übertrug die letzte Edelfrau von Dorsten Imeza (Grab im Dom zu Xanten) dem Kanonikerstift Xanten den Adelshof Dorsten und die dazugehörigen Unterhöfe; in dieser Zeit gehörte die Hardt zu Dorsten (Averbeck, d. h. „über dem [Schöls-]bach“). Erst seit dem 14. Jahrhundert bildete der Schölsbach die Grenze zwischen Kurköln und Kleve und damit zwischen Dorsten und Gahlen-Hardt. 1552 wurde die Gemeinde Gahlen aus eigenem Antrieb lutherisch. Im Jahr 1614 gingen im Vertrag von Xanten das Herzogtum Kleve, und damit Gahlen und die Hardt, an Brandenburg-Preußen über. 1815 gehörte die Bürgermeisterei Gahlen mit ihren Bauerschaften Besten, Östrich und Hardt zum Kreis Dinslaken. Das Gesetz über die kommunale Neugliederung des rheinisch-westfälischen Industriegebiets schlug 1929 die Hardt der Stadt Dorsten zu. Die Hardt wechselte damit vom Rheinland zu Westfalen. Der Hardtberg und Östrich kamen erst am 1. Januar 1975 durch die Kommunale Neuordnung zur Stadt Dorsten.

## Wappen
| Wappen von Hardt | Blasonierung: „In Grün eine silberne (weiße) Schrägleiste und eine silberne (weiße) Schrägwellenleiste.“ |
| Wappen von Hardt | Wappenbegründung: Das Wappen symbolisiert die Lage des Ortes an Wesel-Datteln-Kanal und Lippe. Die grüne Schildfarbe erinnert an die frühere Bauerschaft, aus der der Ortsteil entstanden ist, und ebenso steht sie als Sinnbild für die Land- und Forstwirtschaft. |

## Sehenswürdigkeiten

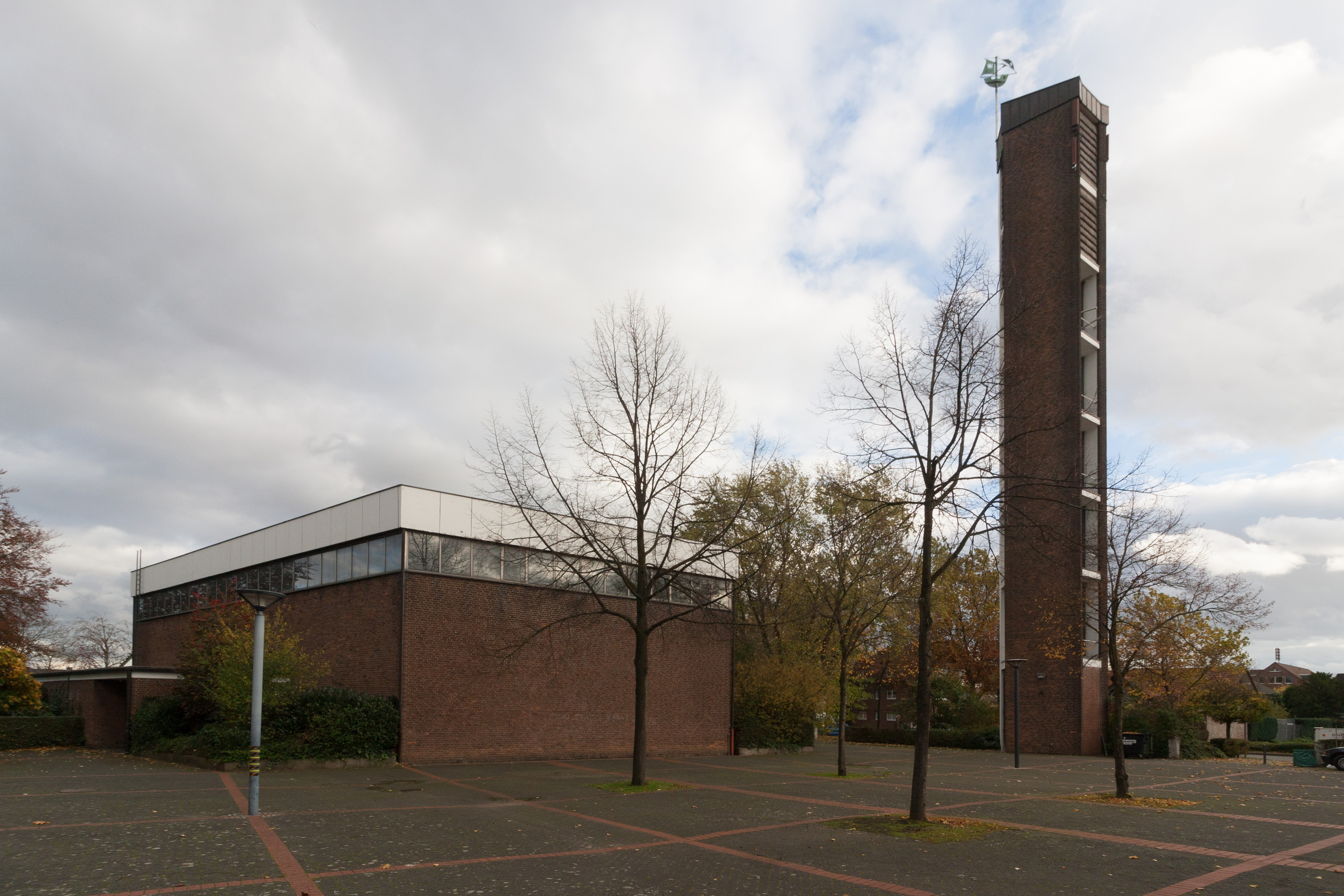
St.-Nikolaus-Kirche

Zu den bedeutendsten Sehenswürdigkeiten auf der Hardt zählt die Kirche der katholischen St.-Nikolaus-Gemeinde, ein moderner Bau mit frei stehendem Glockenturm. Außerdem gibt es hier noch die evangelische Friedenskirche. Diese Kirche ist insofern eine Besonderheit, als dass sie zur Kirchengemeinde Gahlen-Hardt gehört und damit eine rheinische Kirche auf westfälischem Boden ist.
Mit dem Bau des St.-Elisabeth-Krankenhauses auf dem ehemaligen Gelände des Krankenhaus-Hofes in seiner jetzigen Form, welches zum Katholischen Klinikum Ruhrgebiet Nord gehört, wurde 1985 begonnen. Es wurde 1989 bezogen. In der Nähe des Rudervereins Dorsten-Hardt am Kanal stand bis 1972 das Kohlhaus, das das Ende der „Gahlenschen Straße“ markierte. Heute steht dort eine 4,10 m hohe Stele aus Stahl und Kohle des Künstlers Hermann J. Kassel, die an die lange Geschichte dieses Ortes erinnern soll.

## Bildung
Auf der Hardt befindet sich zwei Grundschulen (Pestalozzi-Schule, Agatha-Schule) und die private Realschule St. Ursula.

## Vereine
Bedeutendster Verein im Stadtteil Hardt ist der SV Dorsten-Hardt. Daneben gibt es u. a. einen Schießsportverein und den Allgemeinen Bürgerschützenverein Dorsten-Hardt.

## Verkehr
Die VRR-Buslinien 276, 278, 279 und 299 erschließen den Ortsteil.
| Linie | Verlauf | Takt (Mo–Fr)     | Betreiber       |
| ----- | --- | ---------------- | --------------- |
| 276   | Holsterhausen Friedensplatz – Baldursiedlung – Marienviertel – Frühförderstelle – Dorsten ZOB – Hardt St.-Nikolaus-Kirche – Gahlener Str. | 30 min           | Vestische       |
| 278   | Dorsten-Holsterhausen Wennemarstraße – Dorsten ZOB – Dorsten Essener Tor – Hardt – Östrich                                                | 60 min           | Vestische       |
| TB279 | Taxibus: Friedhof Hardt – Dorsten Westwall – Dorsten ZOB – Altenzentrum Maria Lindenhof                                                   | 60 min           | Vestische       |
| 299   | Schermbeck Rathaus – Gahlen – Besten Schule (– Östrich – Hardt – Dorsten Essener Tor – Dorsten ZOB )                                      | einzelne Fahrten | DB Rheinlandbus |